# الکترا (اپرا)
الکترا (آلمانی: Elektra) اپوس ۵۸، اپرایی تک‌پرده‌ای به زبان آلمانی اثر ریشارد اشتراوس با اشعاری از هوگو فون هوفمنستال (بر پایهٔ الکترای سوفوکل) است که نخستین بار در سال ۱۹۰۳ در درسدن به روی صحنه رفت. این اپرا نخستین همکاری بین ریشارد اشتراوس و هوفمنستال محسوب می‌شود و اشتراوس آن را به دوستانش ناتالی و ویلی لِوین تقدیم کرده است.

## تاریخچه و زمینه

### اقتباس از نمایشنامه
هوفمنستال با بهره‌گیری از تراژدی کلاسیک سوفوکل، نمایشنامه‌ای خلق کرد که فراتر از بازگویی ساده داستان باستانی، به کاوش در اعماق روان انسان می‌پردازد. او با افزودن عناصری مدرن و روانشناختی، شخصیت‌ها را به گونه‌ای ترسیم کرد که مخاطب با پیچیدگی‌های درونی آن‌ها همذات‌پنداری کند. این رویکرد نوآورانه، نمایشنامه را به اثری مستقل و ماندگار تبدیل کرد.
اشتراوس، آهنگساز برجسته، با الهام از نمایشنامهٔ هوفمنستال، موسیقی‌ای خلق کرد که به طرز شگفت‌انگیزی با فضای روانشناختی اثر هماهنگ است. او با استفاده از هارمونی‌های پیچیده، ارکستراسیون غنی و لایت‌موتیف‌های متعدد، به عمق احساسات و تنش‌های روانی شخصیت‌ها نفوذ می‌کند و مخاطب را در تجربه‌ای عمیق و تکان‌دهنده سهیم می‌کند. موسیقی اشتراوس در الکترا، نه تنها همراهی برای کلام، بلکه بازتابی از درونی‌ترین لایه‌های شخصیت‌ها و درام است.

### سبک موسیقی
اپرای «الکترا» اثر ریشارد اشتراوس، به عنوان نمونه‌ای برجسته از سبک اکسپرسیونیسم در موسیقی شناخته می‌شود. این اثر با بهره‌گیری از هارمونی‌های پیچیده، ارکستراسیون غنی و استفاده گسترده از لایت‌موتیف‌ها، فضایی پرتنش و احساسی را خلق می‌کند. اشتراوس در این اپرا، با عبور از مرزهای هارمونی تونال، به فضایی آتونال نزدیک می‌شود و با این کار، به بیان عمیق‌تر احساسات و تنش‌های روانی شخصیت‌ها می‌پردازد.
موسیقی «الکترا» با ساختار پیچیده و غنی خود، به خوبی توانسته است درام روانشناختی و تاریک نمایشنامه هوفمنستال را به تصویر بکشد. استفاده از لایت‌موتیف‌ها، که در طول اپرا به صورت‌های مختلف تکرار می‌شوند، به ایجاد ارتباط بین شخصیت‌ها و وقایع داستان کمک می‌کند و به عمق بخشیدن به درک مخاطب از اثر می‌افزاید. اشتراوس با خلق این اثر، نه تنها توانست مرزهای موسیقی اپرا را گسترش دهد، بلکه اثری ماندگار و تأثیرگذار در تاریخ موسیقی خلق کرد.

## شخصیت‌ها
- الکترا: دختر آگاممنون، مصمم به انتقام قتل پدرش.
- کلیتمنسترا: همسر آگاممنون، قاتل او.
- کریسوتمیس: خواهر الکترا.
- اورستس: برادر الکترا.
- آگاممنون: پادشاه کشته‌شده.

## خلاصه داستان
داستان اپرای «الکترا» در قصر آگاممنون، پادشاه مقتول، رخ می‌دهد و حول محور انتقام الکترا، دختر او، از مادرش کلیتمنسترا و معشوق او، آیگیستوس، به خاطر قتل پدرش می‌چرخد. الکترا که مملو از خشم و نفرت است، تمام زندگی خود را وقف انتقام می‌کند. او در این راه از خواهرش کریسوتمیس درخواست کمک می‌کند، اما کریسوتمیس که زنی ترسو و محافظه‌کار است، از همراهی با او امتناع می‌کند. در اوج ناامیدی الکترا، برادر گمشده‌اش اورستس بازمی‌گردد و با کمک او، نقشه انتقام به اجرا درمی‌آید. اورستس، کلیتمنسترا و آیگیستوس را به قتل می‌رساند و انتقام پدر را می‌گیرد. اما الکترا که تمام وجودش را وقف انتقام کرده بود، پس از تحقق آن، دچار جنون شده و در نهایت، جان خود را از دست می‌دهد.

## اجراهای مهم
- نخستین اجرای اپرا در ۲۵ ژانویه ۱۹۰۹ در درسدن با استقبال نسبی روبه‌رو شد، اما به تدریج جایگاه خود را در رپرتوار اپرا تثبیت کرد.[۷]
- اجراهای متعددی از این اپرا توسط رهبران ارکستر و خوانندگان برجسته در سراسر جهان انجام شده است.[۸]

## میراث
- الکترا به عنوان یکی از مهم‌ترین اپراهای قرن بیستم شناخته می‌شود و تأثیر عمیقی بر آهنگسازان پس از خود گذاشته است.[۹]
- این اپرا به دلیل موسیقی قدرتمند، درام روانشناختی و شخصیت‌های پیچیده‌اش، همواره مورد توجه منتقدان و مخاطبان قرار داشته است.